# Marcelino Paz
Marcelino Paz Fernández (Aruba, 17 giugno 1970) è un ex atleta paralimpico spagnolo ipovedente.

## Biografia
Marcelino Paz è nato ad Aruba il 17 giugno 1970. Ipovedente, ha gareggiato come velocista nella categoria B2.
Ha esordito in campo internazionale alle Paralimpiadi di Seul nel 1988, conquistando il bronzo nei 100 m piani. Quattro anni dopo, ai Giochi di Barcellona ha ottenuto per tre volte la medaglia d'oro, nei 100 e 200 m piani e nella staffetta 4×100 m.

## Palmarès
| Anno | Manifestazione     | Sede       | Evento         | Risultato | Prestazione | Note  |
| ---- | ------------------ | ---------- | -------------- | --------- | ----------- | ----- |
| 1988 | Giochi paralimpici | Seul       | 100 m piani B2 | Bronzo    | 12"12       |       |
| 1992 | Giochi paralimpici | Barcellona | 100 m piani B2 | Oro       | 11"26       |       |
| 1992 | Giochi paralimpici | Barcellona | 200 m piani B2 | Oro       | 23"28       |       |
| 1992 | Giochi paralimpici | Barcellona | 4×100 m B1-3   | Oro       | 38"13       | [ 2 ] |

## Onorificenze
- 2006 - Medaglia d'argento dell'Ordine reale del merito sportivo.[3]